# Cebrones del Río
Cebrones del Río es un municipio y lugar español de la provincia de León, en la comunidad autónoma de Castilla y León. Cuenta con dos pedanías: San Martín de Torres y San Juan de Torres, y su población es de 435 habitantes (INE 2024).

## Toponimia
El topónimo Cebrones se ha relacionado con dos posibles etimologías. Por un lado, están los lingüistas que lo asocian a la antroponimia mozárabe, derivada de las posesiones agrícolas surgidas por el asentamiento de miembros de la familia bereber de Sabrun ibn Sahib. Por otro lado, están los que relacionan su nombre con el ecebro o con el acebo, stuando su nombre entre los más de un centenar de topónimos en la península ibérica, como Acebrón, Acibreira, Azibral, Azibreira, Azibreiro, Acibreiros, Cebral, Cebrero, Cebreros, Cebrones, Cevral, Cebreiro, Cebreiros, Cevriños, Cebriñeiras, Navacebrera o Vegacebrón. En el caso de Cebrones del Río, su étimo más provable es el del caballo salvaje, no sólo por la ubicación del municipio y las características físicas de su término, sino que también por la bibliografía de Estrabón (siglo II d. C.) que informó sobre su caza en la llanura del Páramo y que en el siglo XIV se seguían cazando, según el Libro de la montería.

## Geografía
Está integrado en la comarca de El Páramo, situándose a 49 kilómetros de la capital leonesa. El término municipal está atravesado por la Autovía del Noroeste (A-6) entre los pK 294 y 299. 
El relieve está determinado por la vega del río Órbigo que atraviesa el territorio de norte a sur. Se trata por ello de un terreno llano cuya altitud oscila entre los 800 y los 750 metros. El pueblo se alza a 782 metros sobre el nivel del mar. 
| Noroeste: La Bañeza            | Norte: Regueras de Arriba y Valdefuentes del Páramo | Noreste: Zotes del Páramo      |
| Oeste: Santa Elena de Jamuz    |                                                     | Este: Roperuelos del Páramo    |
| Suroeste: Santa Elena de Jamuz | Sur: Quintana del Marco                             | Sureste: Roperuelos del Páramo |

## Historia

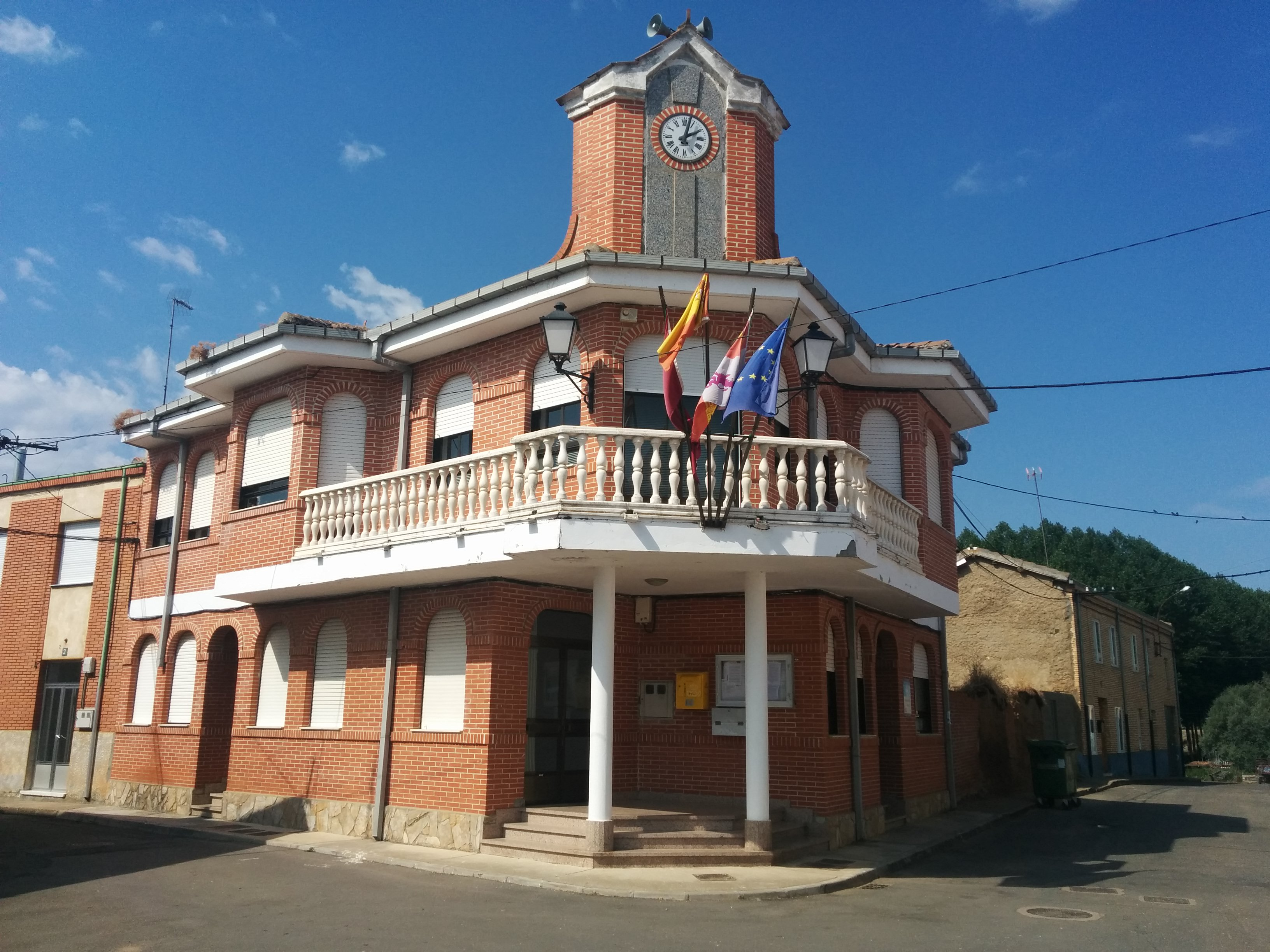
Casa consistorial

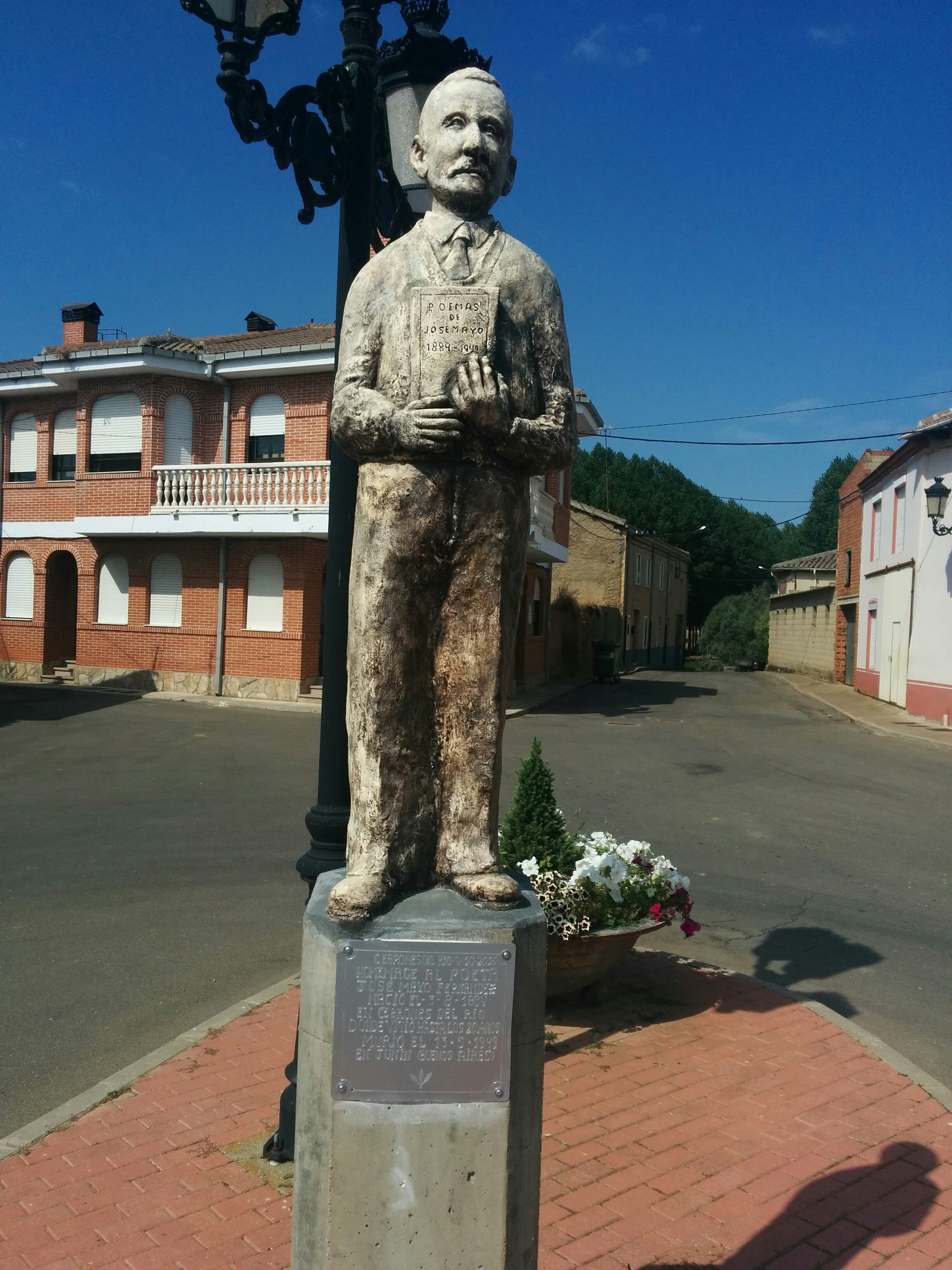
Monumento a José Mayo Fernández en la plaza del Ayuntamiento de Cebrones del Río

Por este pueblo pasaron los romanos y prueba de ello es el puente sobre el río Órbigo, la torre del campanario de la iglesia y en el pueblo de San Martín de Torres, un castro prerromano; se dice que este pueblo fue villa romana, donde se encontraba la ciudad de Bedunia o Baedunia.
Los romanos con el fin de atajar pasaron por tierras de este municipio en su ida hacia Asturica Augusta (Astorga) venían desde tierras situadas en el municipio de Alija del Infantado.
Esta población consta en la actualidad de playa fluvial, zonas de acampada, merendero, zona deportiva y recreativa etc.
También cuenta con unas pinturas del siglo XVII por lo menos, recientemente restauradas que fueron descubiertas tras desmontar el altar mayor de la iglesia.
En la plaza del ayuntamiento se encuentra un monumento dedicado al poeta José Mayo Fernández, nacido en la misma localidad y que estuvo viviendo allí hasta los 20 años.

## Demografía
Cuenta con una población de 435 habitantes (INE 2024).
| Gráfica de evolución demográfica de Cebrones del Río entre 1842 y 2021 |
| |
| Población de derecho según los censos de población del INE Población de hecho según los censos de población del INE Entre el censo de 1857 y el anterior disminuye el término del municipio porque independiza a Regueras de Arriba |

## Patrimonio
Puente sobre el río Órbigo. Aunque de posible origen medieval, tras su ruina, fue restaurado en época clasicista según proyecto de Francisco Javier Castañón y Bernardo Miguélez. Tiene siete vanos de los cuales seis son de medio punto y uno ligeramente ojival.

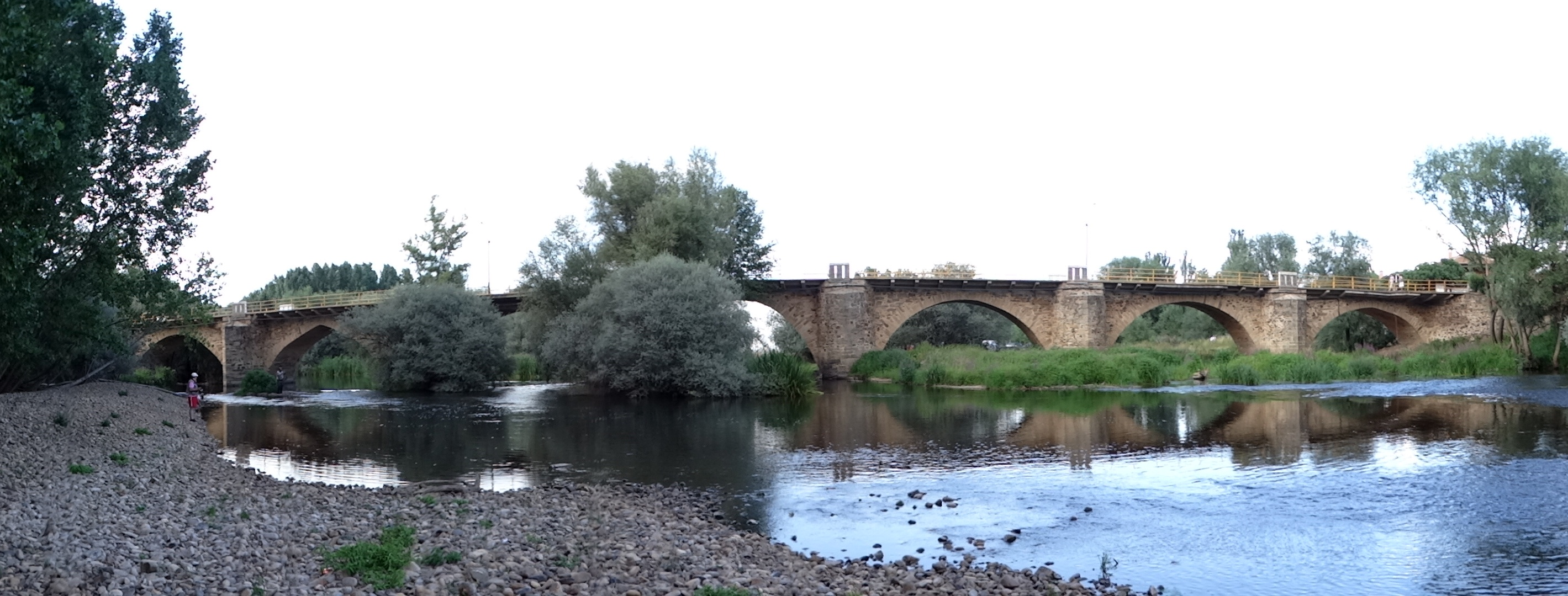
Puente sobre el río Órbigo
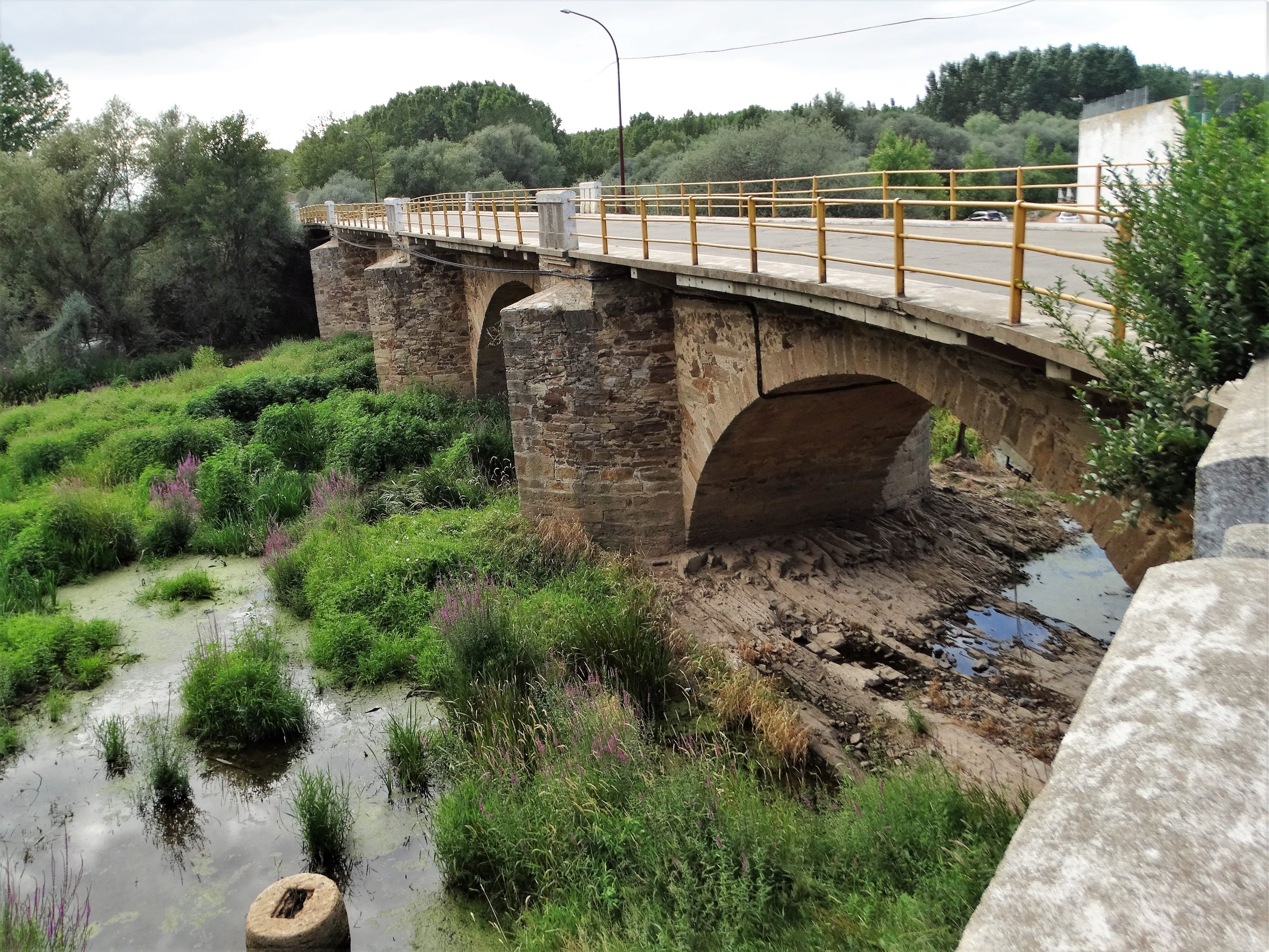
Puente sobre el río Órbigo